# مطبخ شامي
المأكولات الشامية هي المأكولات التقليدية في بلاد الشام، والمعروفة بالعربية باسم بلاد الشام والمشرق، والتي تغطي مساحة كبيرة من شرق البحر الأبيض المتوسط. لا يزال يحمل شخصية سائدة مؤثرة في معظم الأطباق اليوم. يتضمن مطبخ بلاد الشام الأردن ولبنان وفلسطين وسوريا وأجزاء من جنوب تركيا بالقرب من أضنة وغازي عنتاب وأنطاكية. في عائلة مطبخ البحر الأبيض المتوسط الأوسع نطاقًا، تتمتع المأكولات القبرصية أيضًا بتأثيرات شرقية قوية. على العكس من ذلك، قد تكون بعض الأطباق المذكورة أدناه ذات أصول قديمه في المناطق المجاورة وتاثرت بها الدول غير العربية مثل تركيا وقبرص.
يدخل في تركيب المطبخ الشامي:
- الخبز والزيت والزيتون واللبن ومشتقات الحليب.
- الحبوب والأرز والمشويات الشرق أوسطية.
- الحلويات الشامية مثل البقلاويات والكنافة.
- الأجبان بأنواعها والمخللات مثل المكدوس والخيار والزيتون وغيرها.
- المربى بأنواعه مثل مربى المشمش ومربى البرتقال ومربى السفرجل ومربى التين وغيرها.

يتشابه المطبخ الشامي بعض الاحيان مع المطبخ التركي والمطبخ الإيراني والمطبخ المصري والمطبخ القبرصي والمطبخ العراقي بحكم قرب الموقع وتبادل الثقافات.
يُعتبر العرق من أشهر المشروبات الكحولية الشاميه، ويُعتبر الشاي والقهوة المرة أو السادة والزهورات ومشروب السحلب الحار من أشهر المشروبات التقليدية في بلاد الشام.
ومن أشهر الوجبات الصباحية الشامية هي المناقيش مثل مناقيش الزعتر والجبنة واللحم، ويُعتبر البيض المقلي واللبنة والحمص والفلافل من الوجبات التي تقدم على وجبة الإفطار، يرافقها الزيت ومكبوس الزيتون والخضار. ويتميز المطبخ الشامي بالمقبلات مثل متبل الباذنجان والتبولة والفتوش وغيرها. أما المشويات، فهي الطبق الأميز الذي يعدّ أثناء النزهات وفي أيام العطل والأعياد.

## أطباق شامية

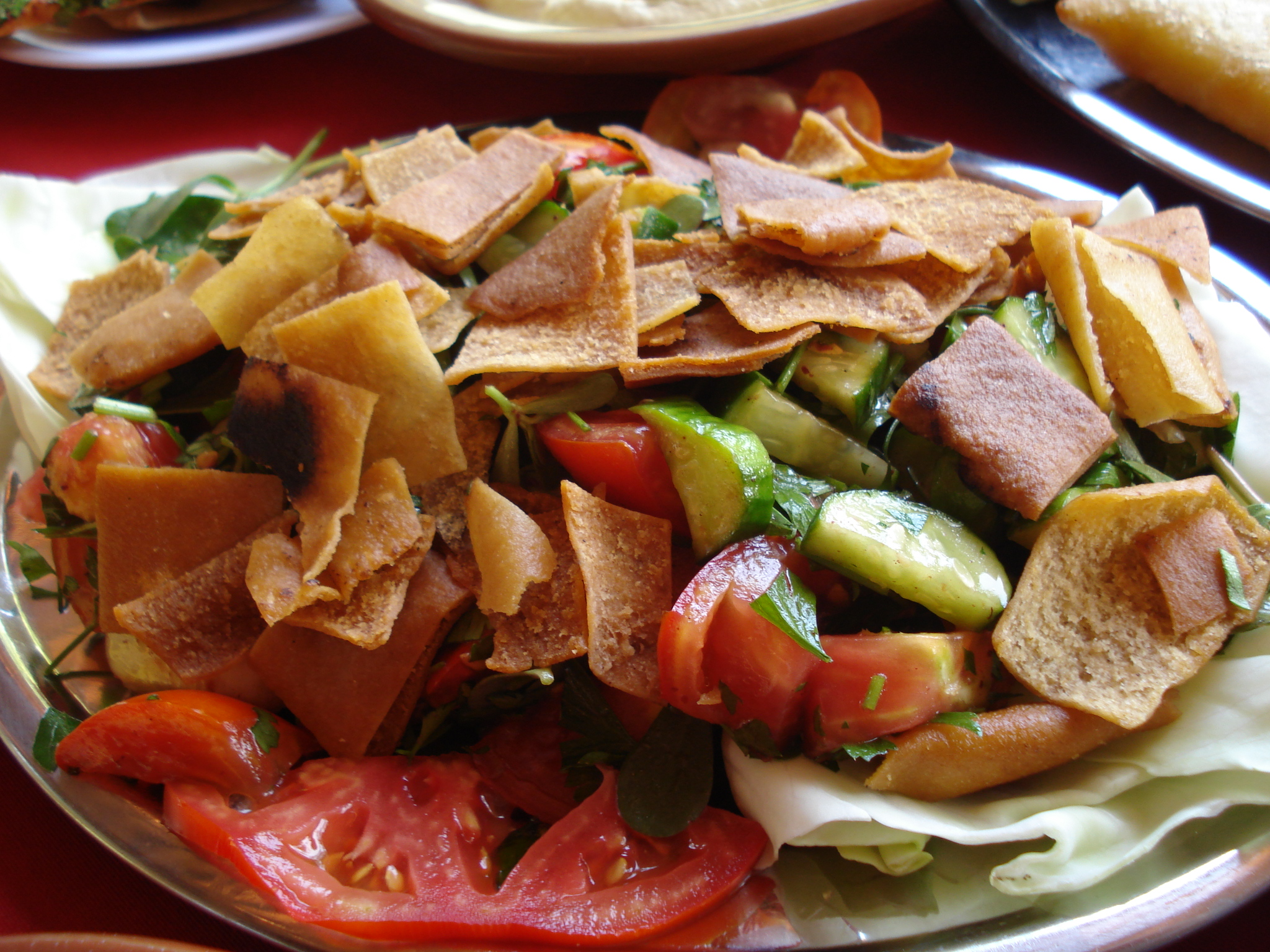
فتوش: سلطة شامية تتكون من قطع الخبر المحمص مع الخضار الورقية كالبقدونس وخضار أخرى.

- سلطة الخضار: تتكون من قطع الخضار المقطعة تقطيعاً ناعماً أو متوسطاً مثل البندورة والخيار والفليفلة والخس، ويخلط معها الليمون والخل والملح والزيت والأعشاب.
- العرق: روح كحولية واضحة عديمة اللون.
- العوامة: هو نوع من عجينة مقلية شامية مثل الدونات، مصنوعة من العجين المقلي العميق، المنقوع في شراب السكر أو العسل والقرفة، وفي بعض الأحيان تُرش بالسمسم.
- بابا غنوج: غموس مصنوع من الباذنجان المهروس المخلوط مع الليمون والثوم وزيت الزيتون والتوابل المختلفة.
- البقلاوة: حلويات مصنوعة من المعجنات الحلوة المليئة بالمكسرات المفرومة ونقع في شراب.
- المحشي: الخضروات المختلفة، وعادة الباذنجان والكوسا والبصل والفلفل أو الطماطم محشوة باللحم المفروم والأرز.
- الفلافل: تتشكل الحمص المهروسة على شكل كرات أو فطائر أو مقلية، وعادة ما تؤكل مع أو في خبز البيتا والحمص.
- فتّة الدجاج: تعدّ بوضع قطع الدجاج الصغيرة فوق الأرز المطبوخ ويغطى الخليط باللبن الزبادي وقطع الخبز الرقيقة المقلية أو المشوية.
- فتة المكدوس: تستخدم مكعبات الباذنجان المقلي مع قطع الخبر المقلي، وتغطى بطبقة من الصوص المحضر من الطحينة واللبن والحامض.
- فتوش: سلطة تتكون من الخيار المفروم والفجل والطماطم والخضروات الأخرى مع قطع الخبز المقلي أو المحمص.
- فول مدمس: الفول الأرضي وزيت الزيتون.
- سلطة الفول المدمس (سلطة فول مدمس): وعادة ما يتكون من الفول والطماطم المفروم والبصل والبقدونس وعصير الليمون وزيت الزيتون والفلفل والملح.سلطة التبولة.

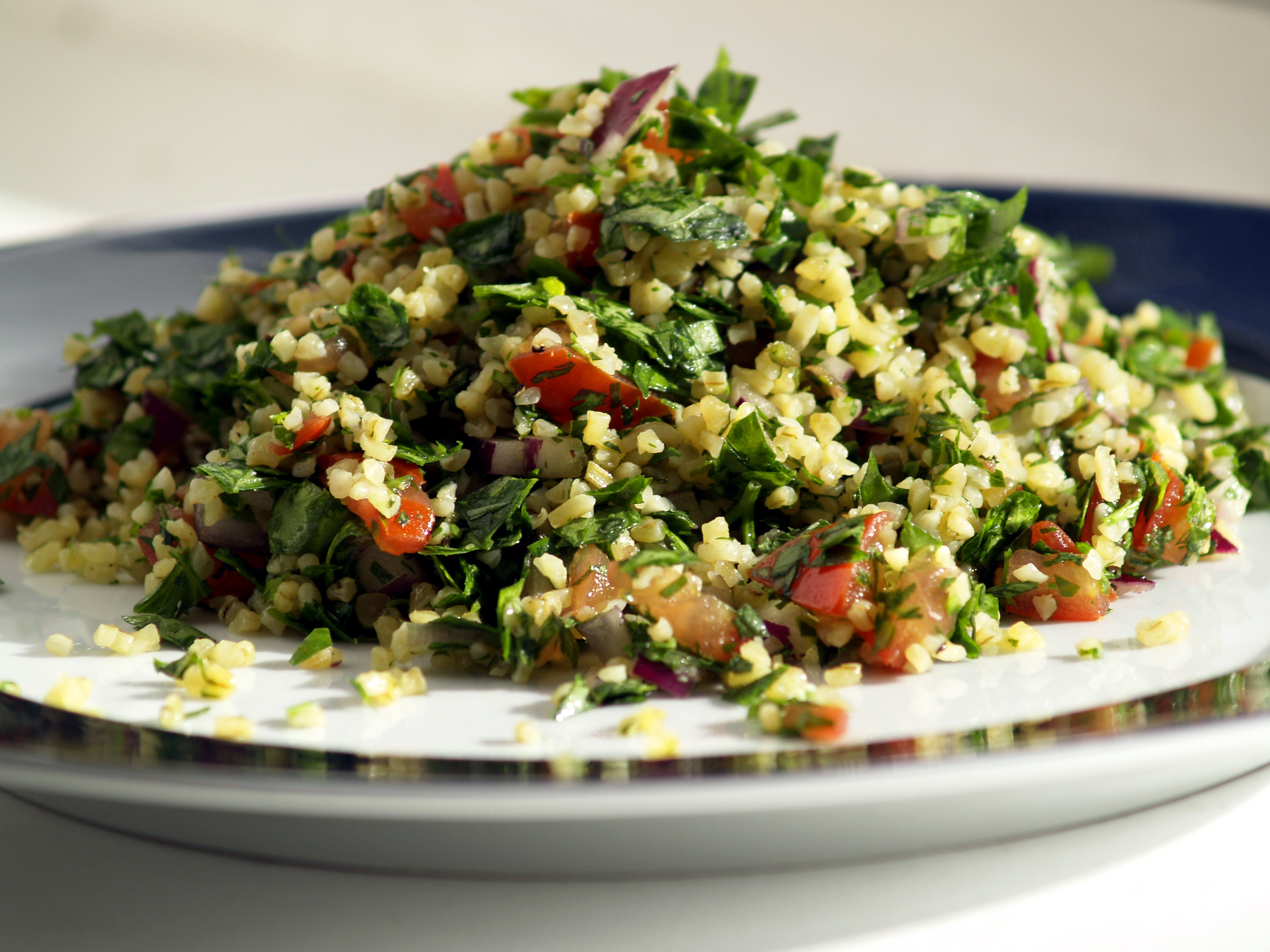
سلطة التبولة.

- المجدرة: يطبخ الأرز أو البرغل مع العدس ويزيّن بالبصل المقلي.
- المقلوبة: يطبخ اللحم أو الدجاج مع الأرز والخضار المقلية بحيث توضع هذه المكونات بشكل طبقات، ثم تقلب في طبق التقديم.
- المنسف: يطبخ اللحم بسائل اللبن الكثيف، ويقدم مع الأرز
- كبة نيئة
- كبة لبنية: تطبخ قطع الكبة مع سائل اللبن وتقدم مع الأرز الأبيض.
- كبة حلب
- كبة رمثاوية
- مسخن: يطهى الدجاج مع البصل والسماق وزيت الزيتون ويقدم مع الخبز العربي.
- المحمرة (صلصة): طبق أصله من حلب من أنواع الصلصات الحارة يستخدم فيه بشكل أساسي الجوز المطحون مع الفلفل الحار وزيت الزيتون.

## أنظر أيضا
- مطبخ آشوري/سرياني/كلداني
- مطبخ سوري
- مطبخ لبناني
- مطبخ أردني
- مطبخ فلسطيني
- مطبخ تركي
- مطبخ كردي

## معرض الصور

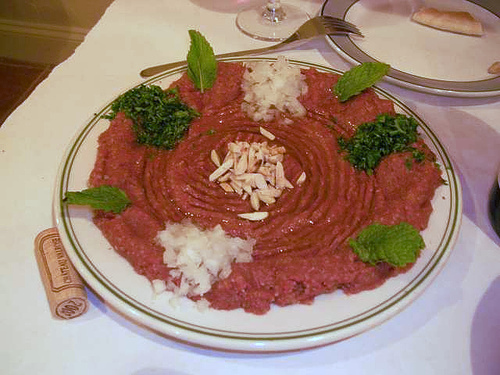
كبة نيئة
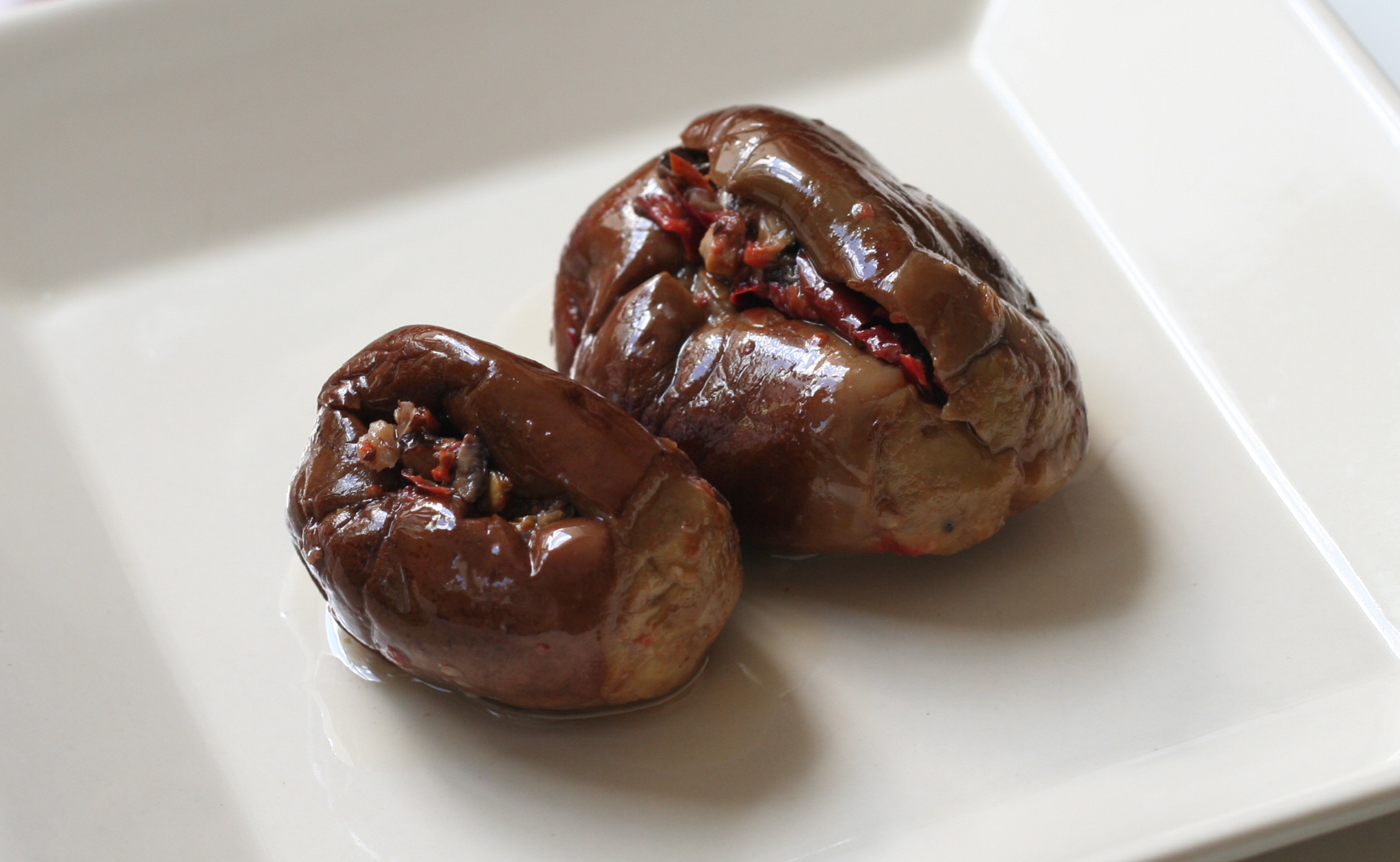
مكدوس
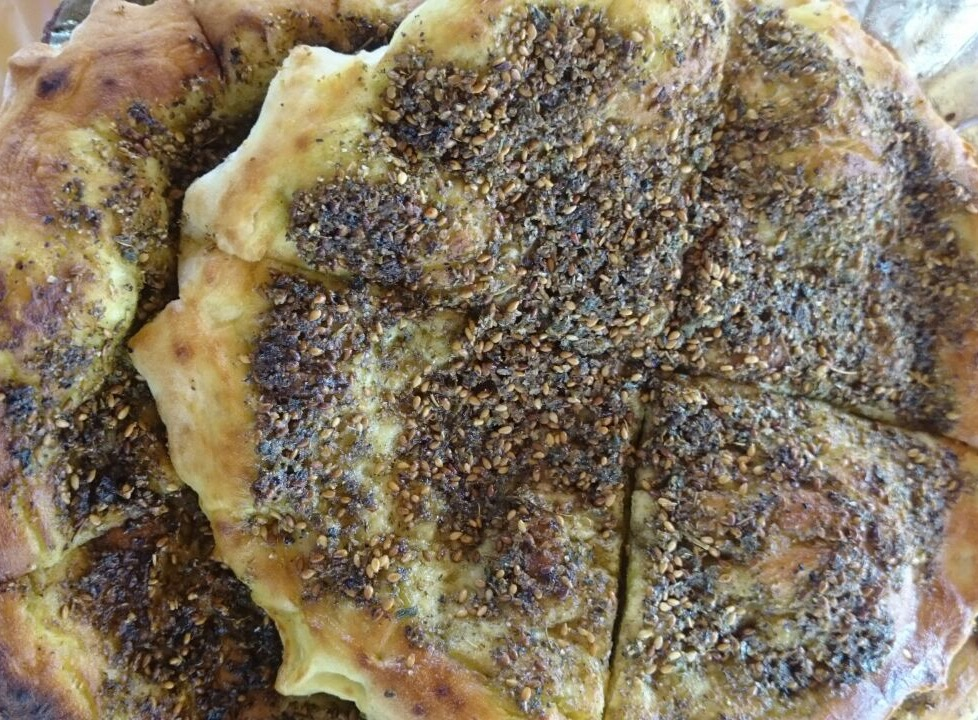
مناقيش
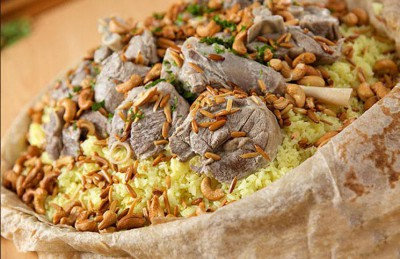
المنسف
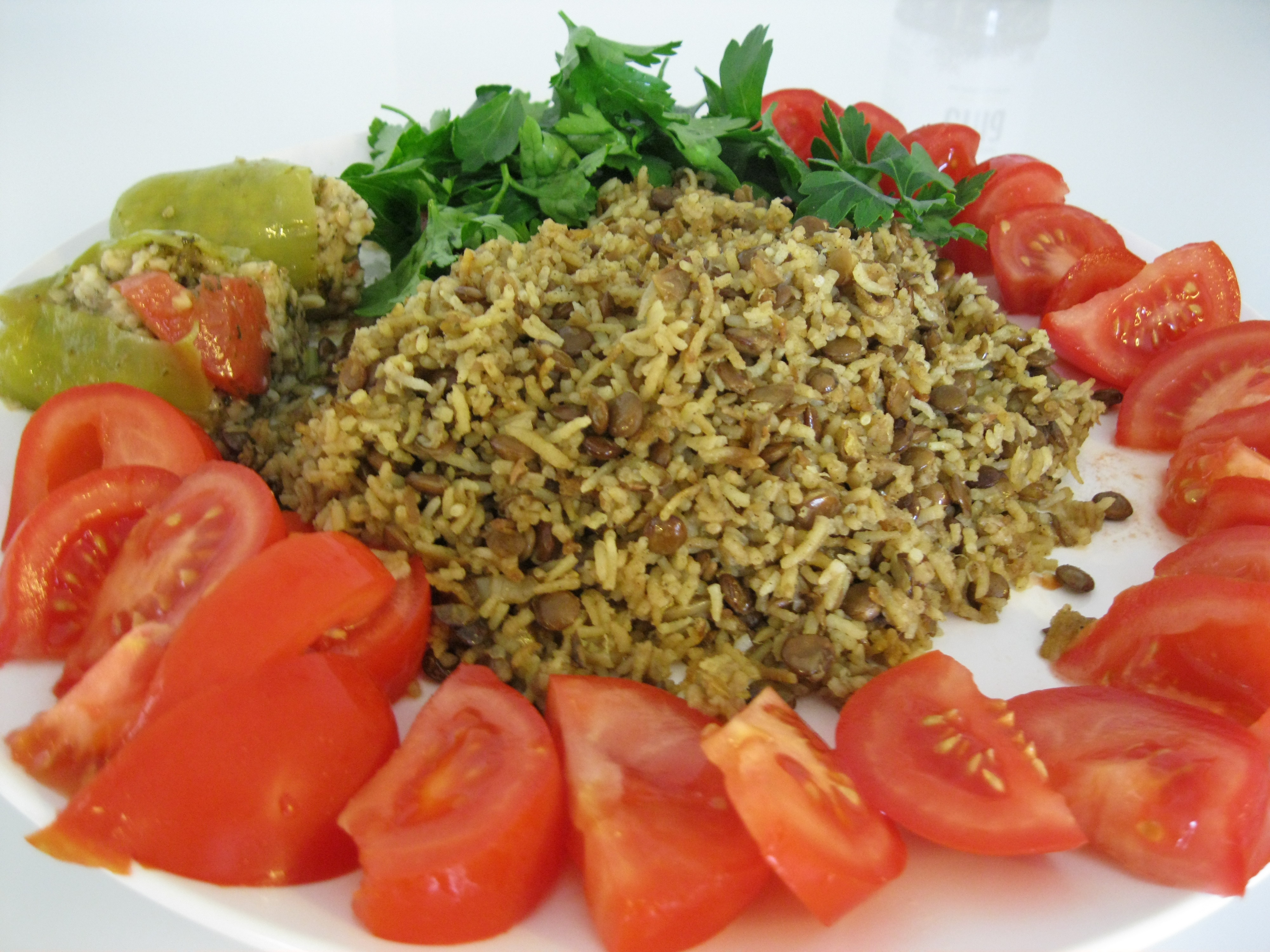
المجدرة
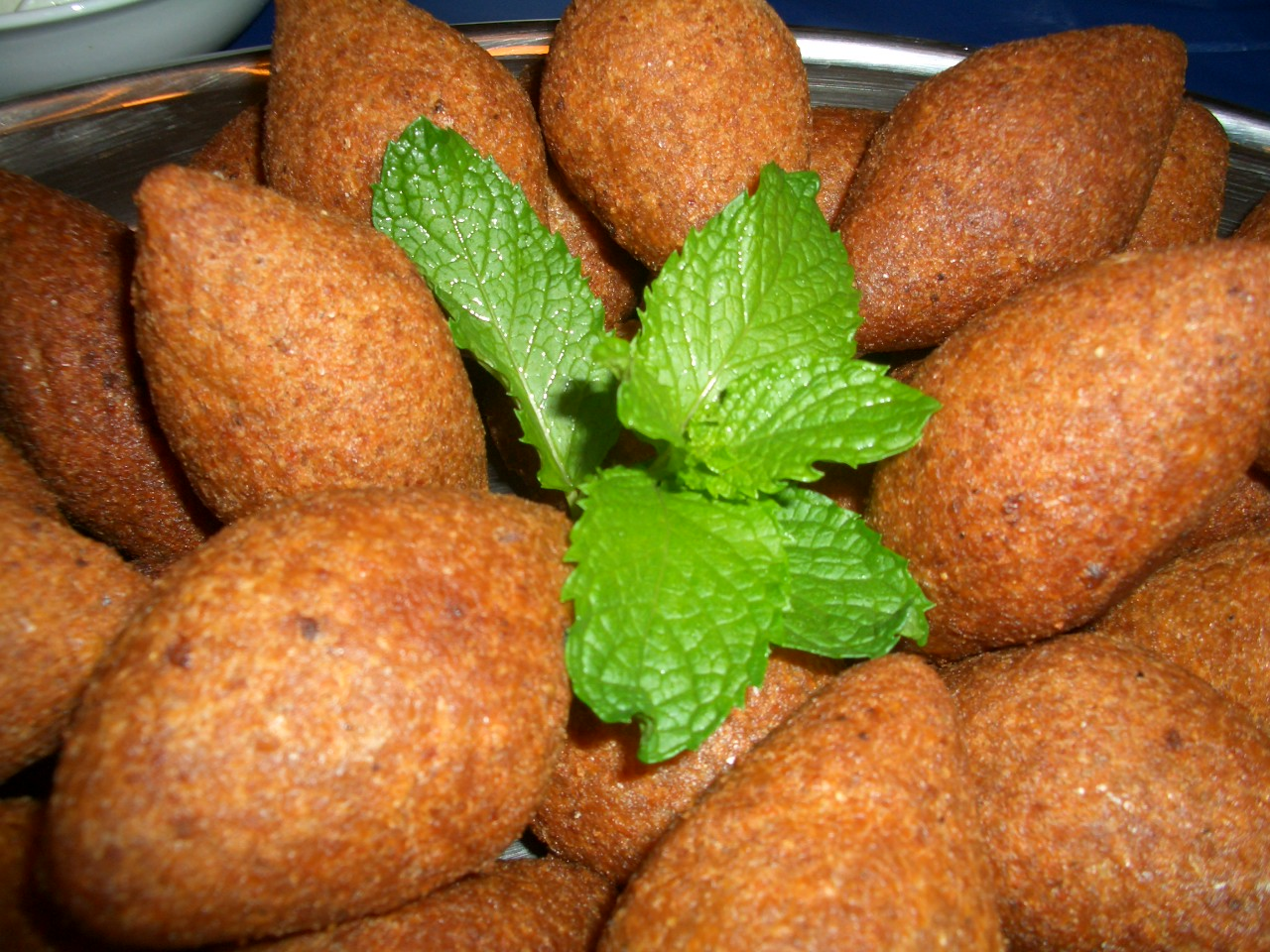
كبة مقلية
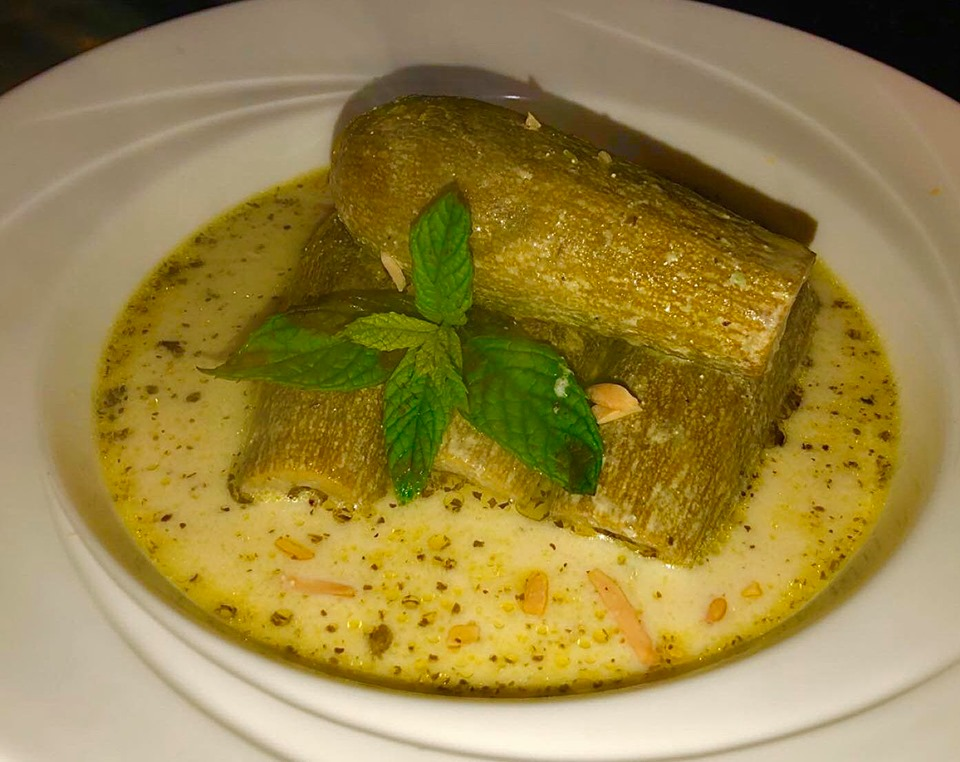
شيخ المحشي
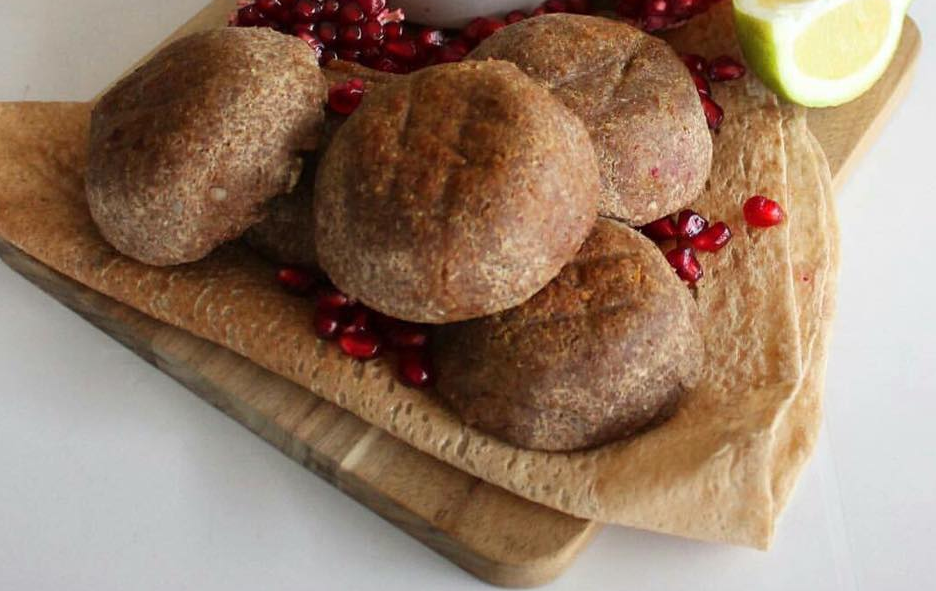
كبة مشوية
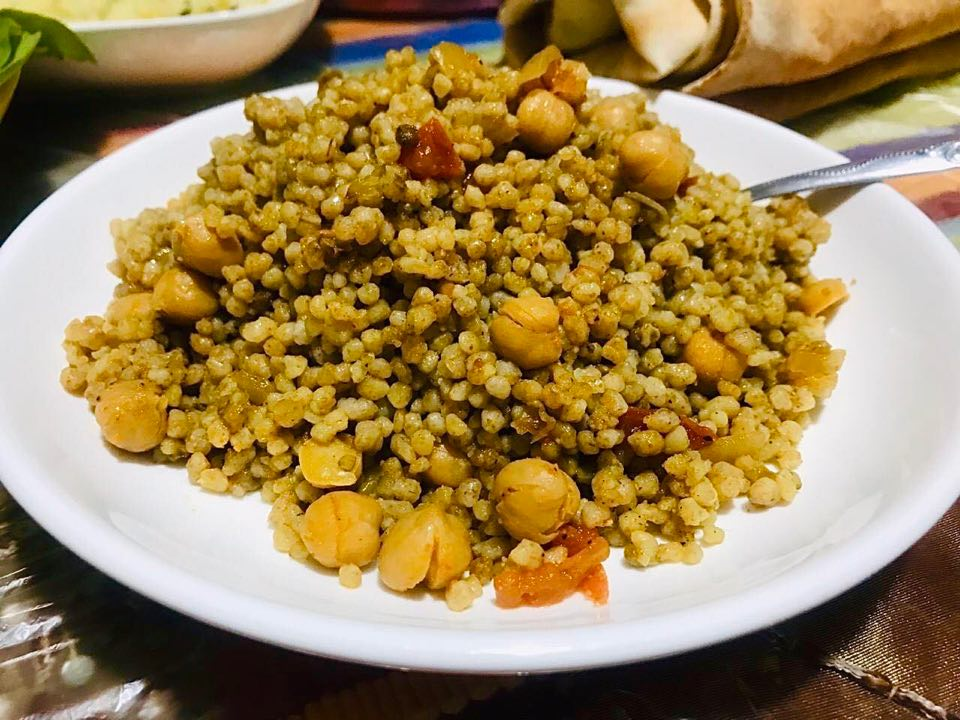
مفتول
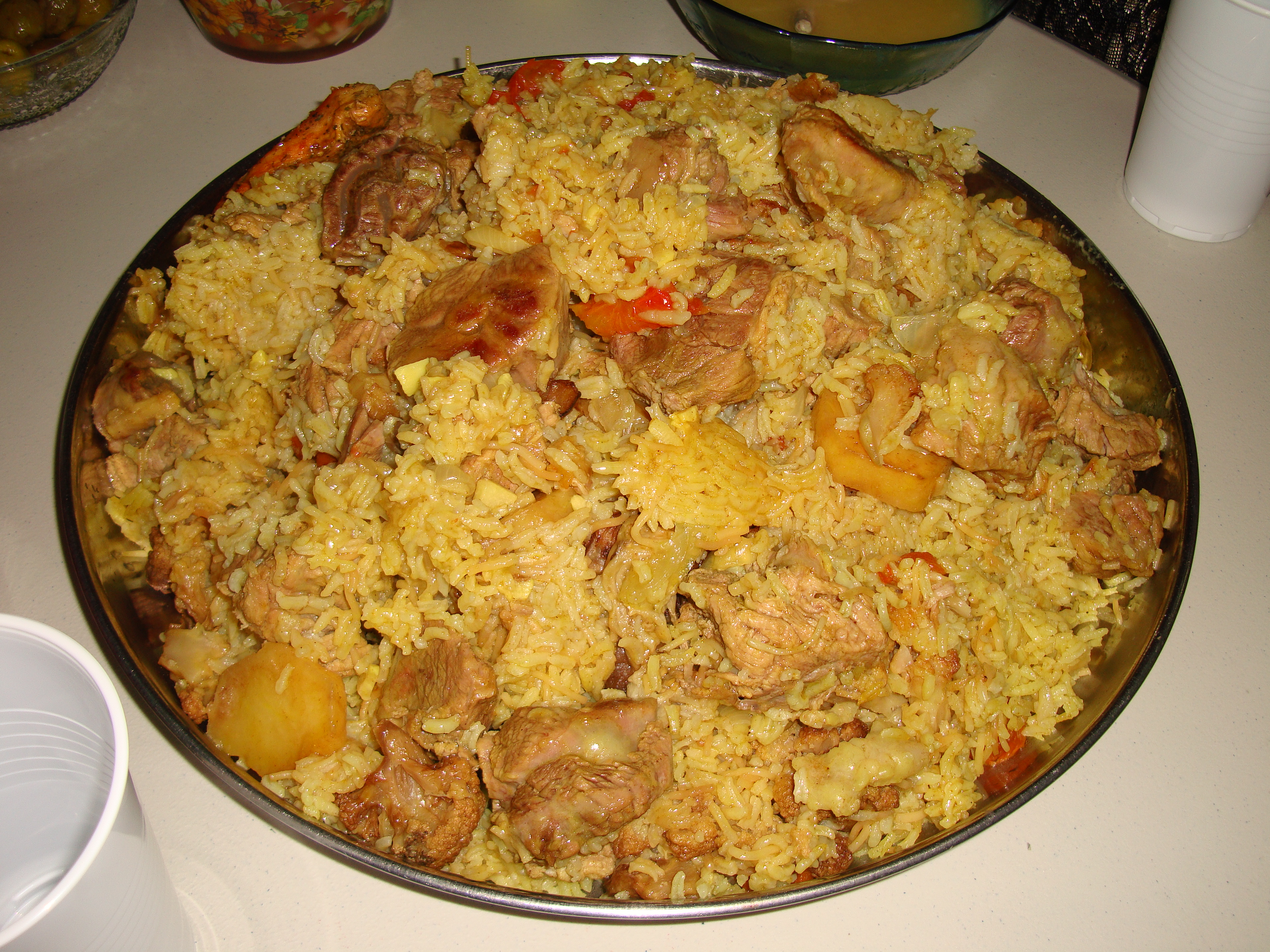
مقلوبة
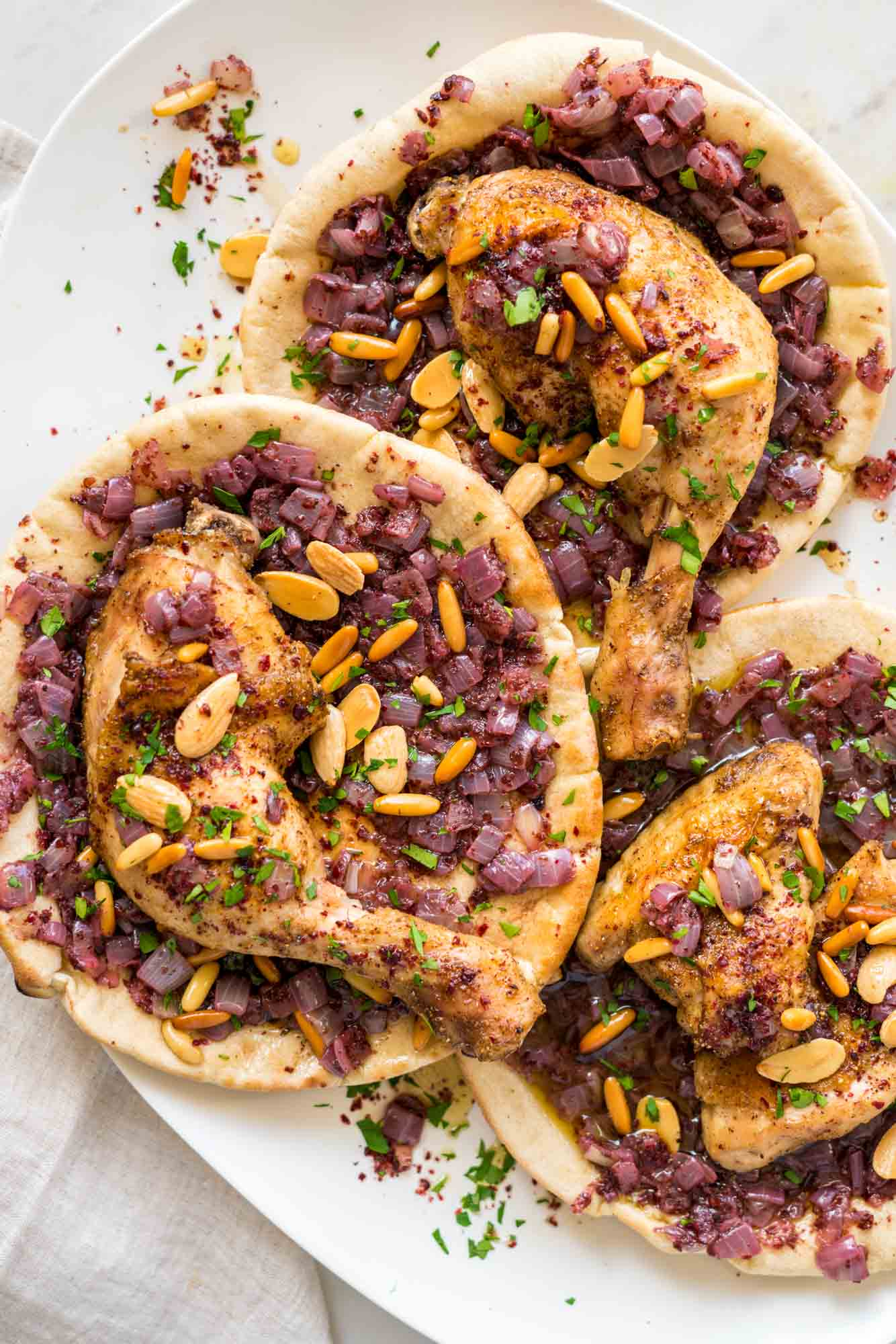
مسخن
يلنجي
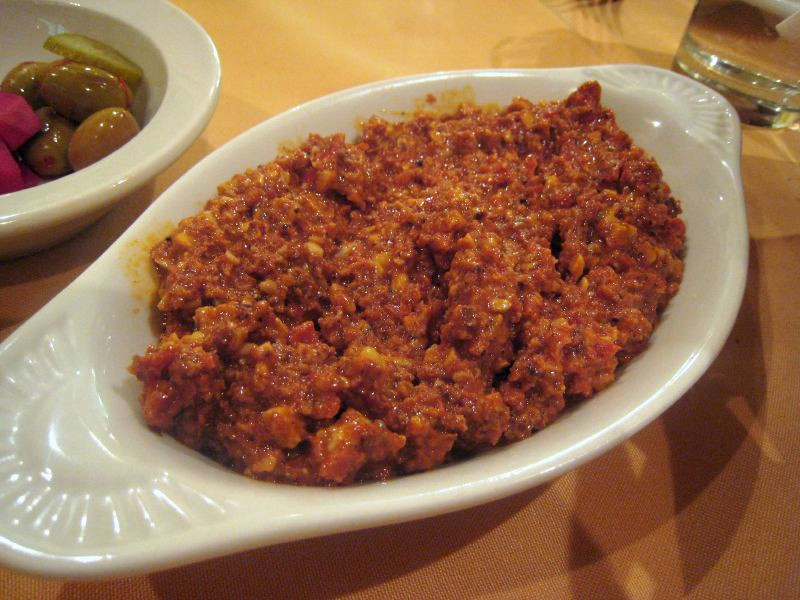
محمرة
محشي
فلافلفلافل
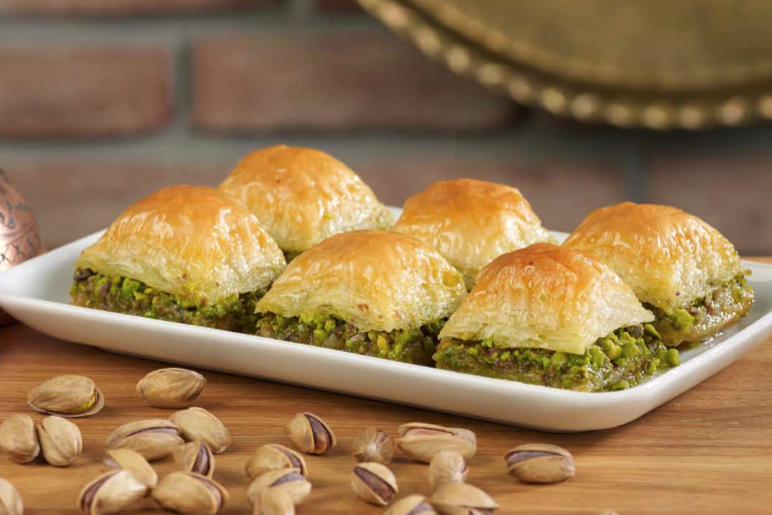
بقلاوة
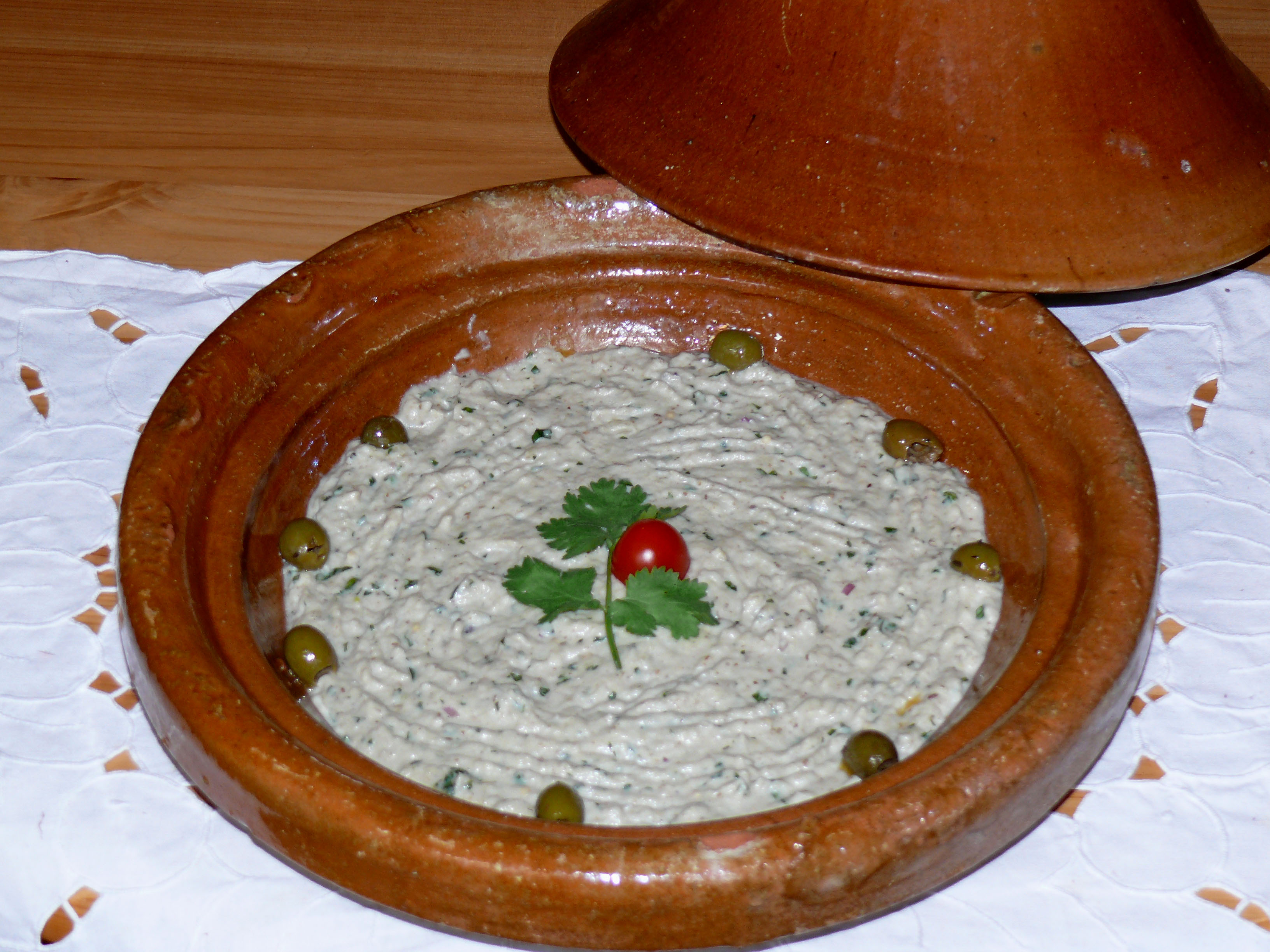
بابا غنوج
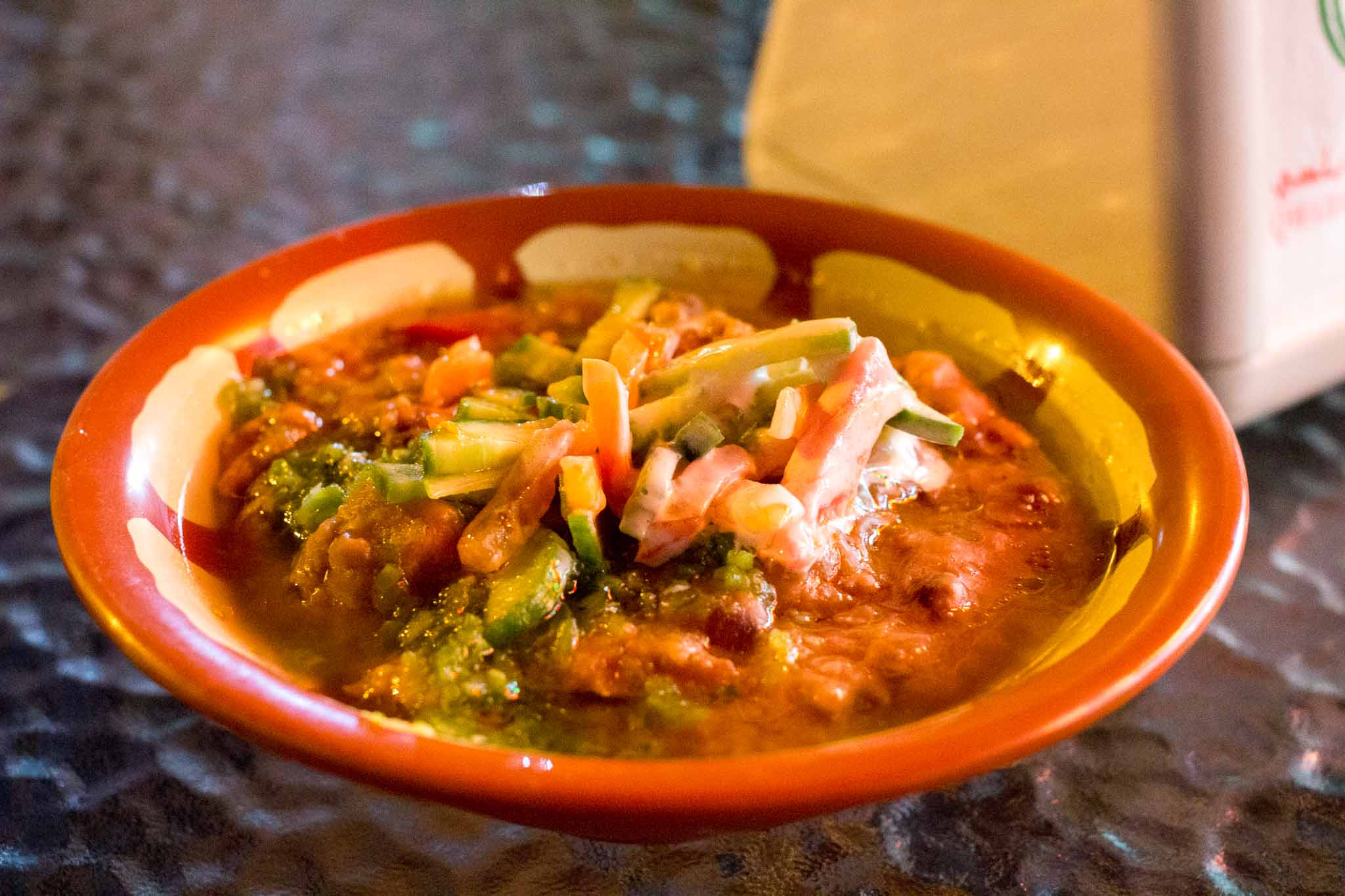
فول مدمس